# 마이론 힐리
마이론 힐리(Myron Healey, 1923년 6월 8일 ~ 2005년 12월 21일)는 미국의 배우, 각본가, 텔레비전 배우, 영화배우이다.

## 영화
- 악령의 전류 (1988년)
- 고스트 하우스 (1987년)
- 브이 - 5부작 미니시리즈 (1983년)
- 굿바이, 프랭클린 하이 (1978년)
- 위치 웨이 투 더 프론트 (1970년)
- 테니스 신발을 신은 컴퓨터 (1969년)
- 제12순찰대 (1968년)
- 아이언 사이드 (1967년)
- 캐넌 목장 (1967년)
- 할로우 (1965년)
- 바란 (1962년)
- 보난자 (1959년)
- 리오 브라보 (1959년)
- 콜트45 (1957년)
- 딜론 보안관 (1955년)
- 샤이안 (1955년)
- 내일없는 우정 (1955년)
- 와이어트 어프의 삶과 전설 (1955년)
- 스타가 아닌 사나이 (1955년)
- 디즈니랜드 (1954년) - 메이저 피터 호리 역
- 용감한 린티 (1954년)
- 달려라 래시 (1954년)
- 더 빅 나이트 (1951년)
- 정글 보이 봄바 6 (1951년)
- 드럼스 인 더 딥 사우스 (1951년)
- 마이 블루 헤븐 (1950년)
- 론 레인저 - 49년 시리즈 (1949년)
- 숙녀들의 합창 (1949년)
- 성난 파도 (1948년)
- 천국의 사도 조단 2 (1947년)
- 미트 더 피플 (1944년)
- 싸우잰드 치어 (1943년)
- 아이 두드 잇 (1943년)